# Kurfyrstendømmet Mainz
Kurfyrstendømmet Mainz (ty.: Kurfürstentum Mainz eller  Kurmainz) var et kirkeligt fyrstedømme i det tysk-romerske rige fra midten af 900-tallet til begyndelsen af 1800-tallet.
Fyrstedømmet styredes af ærkebiskoppen, men sekulariseredes ved mediatisering 1803 med Slutrapport fra den ekstraordinære rigsdag.

## Bispesædet
I følge traditionen blev den første biskop i Mogontiacum (nyere latin Moguntia eller Moguntina) udnævnt i år 80. Den første kendte biskop er Martinus, der nævnes i år 343.
I år 745 bliver Mainz sæde for en ærkebiskop. I år 965 bliver ærkebiskoppen Primas Germaniae, dvs. at han bliver pavens stedfortræder nord for Alperne. Bispesædet bliver senere kaldt for Den hellige Stol (tysk: Heiliger Stuhl (von Mainz), latin: Sancta sedes (Moguntia)). Bortset fra pavestolen i Rom, så er bispesædet i Mainz den eneste hellige stol i den katolske kirke.
Efter 1803 udnævnes der ikke flere ærkebiskopper, og embedet i Mainz overtages af en almindelig biskop.

## Kurfyrste og ærkekansler
I 780 eller 782 bliver ærkebispen fyrstbiskop og dermed også verdslig rigsfyrste. Som regel er han også rigets ærkekansler (Archicancellarius per Germaniam). I denne stilling er han leder af kejserrigets civile administration.
Ærkekansleren bliver også formand for kurfyrsterådet. Han opfattedes som rigets næstmægtigste mand – lige efter kejseren.
50°00′N 8°16′Ø / 50°N 8.27°Ø